# Inszomnia
Az inszomnia (latinos írásmóddal insomnia)  pszichológiailag diagnosztizálható, kóros álmatlanság.
Típusai:
- az elalvás zavarai
- átalvási zavar (felborult bioritmus)
- korai ébredés

Hossza szerint:
- átmeneti: alkalmanként jelentkezik, időzóna-átlépés (lásd: jetlag), koffeinfogyasztás, stressz stb. miatt
- rövid távú: néhány hetes
- krónikus: legalább 3 hónapja fennálló.

Az álmatlanság hátterében gyakran depresszió, szervi betegségek (fájdalom, allergia, vérkeringési vagy hormonális problémák), idegrendszeri betegségek (pl. Parkinson-kór) áll.